# Législature 1998-2002 du Grand Conseil du canton de Vaud

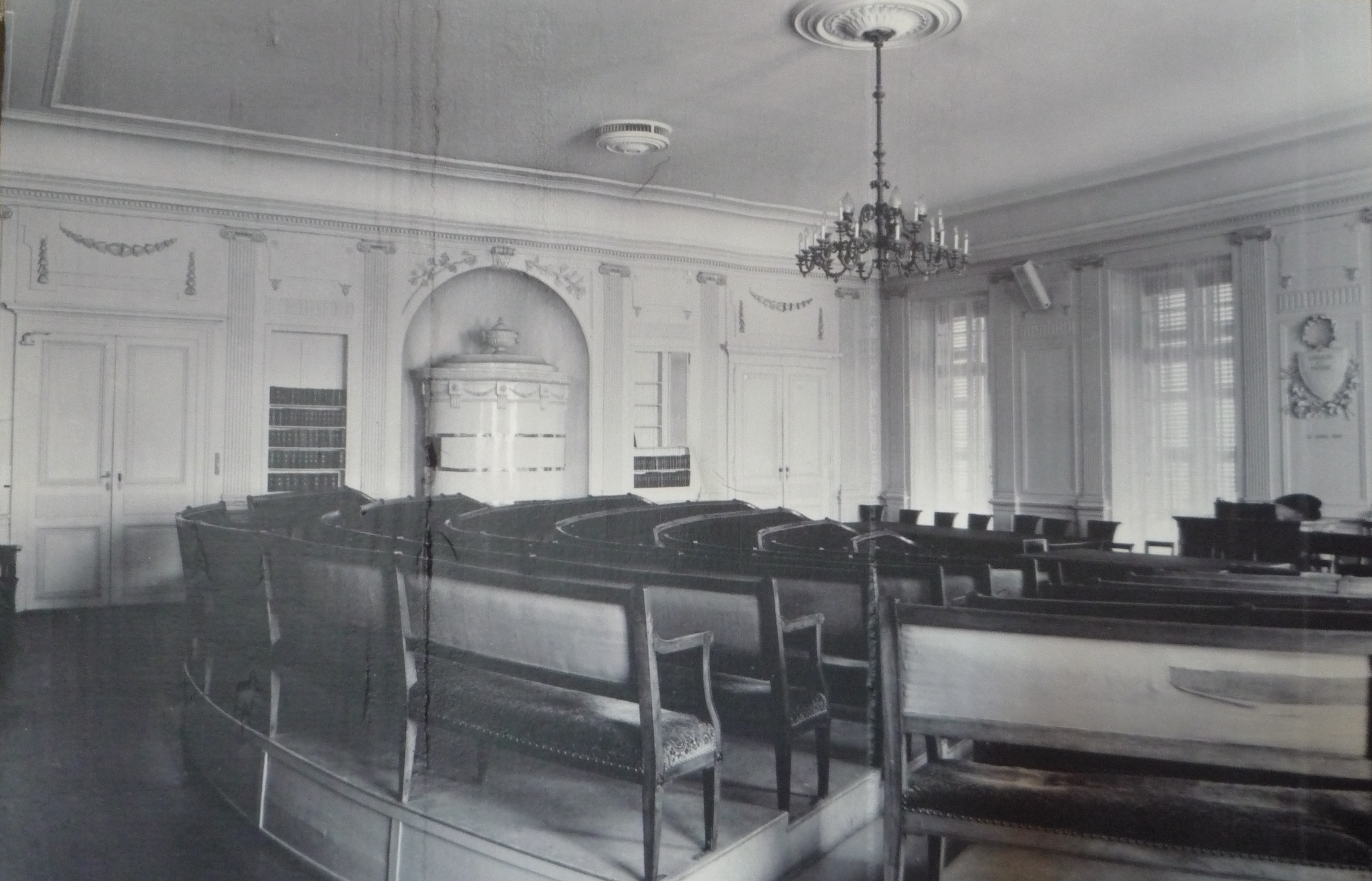
Salle du Grand Conseil du Canton de Vaud, détruite par un incendie en 2002.

La législature 1998-2002 du Grand Conseil du canton de Vaud a débuté en 1998 et s'est achevé en 2002. Le parlement compte 180 sièges, contre 200 pour la législature précédente.

## Répartition des sièges
La répartition des sièges par parti est la suivante :
Parti radical (PRD)53 sièges
Parti socialiste (PSV)46 sièges
Parti libéral (PLV)36 sièges
Les Verts (V)16 sièges
Union démocratique du centre (UDC)14 sièges
Parti ouvrier et populaire (POP)12 sièges
Parti démocrate-chrétien (PDC)3 sièges

## Présidence
Les présidents du Grand Conseil pendant la législature sont les suivants :
- 1998 : Raymond Guyaz ;
- 1999 : Anne-Marie Depoisier ;
- 2000 : André Gasser ;
- 2001 : Pierre Rochat.